# KONSOME+
KONSOME+（コンソメプラス）は、日本のポップロックバンド。大阪で活動していた前身のスリーピースバンド「魂染（コンソメ）」がメンバーイサム脱退にともない2013年に解散。同年、もえみとイッシーが上京しKONSOME+として東京を拠点に活動開始した。もえみとイッシーは高校時代の同級生。

## 略歴

### 前身バンド「魂染」時代
2009年
- 6月14日、京橋ism『君に贈る応援歌』にてみかんBOX×魂染 ツーマンライブ記念ミニアルバム無料配布。[1]

2010年
- 7月14日、コンピレーション･アルバム「RAFTAF Vol.7 J-pop / rock Compilation」(＃1まさみ、＃2regret)リリース。[2]

- 9月12日、徳島club GRINDHOUSE「EAT MY BREAST」出演。初徳島遠征。[3]

- 10月2日、山口rise SHUNANにて「rise 3rd Anniversary〜バカ騒ぎ！！〜」出演。山口遠征。[4]

- 10月4日、島根県、松江canovaにてライブ。[5]

2011年
- 3月10日、京橋ismにてCD「そばにいる。」リリース。[6]

- 3月13日～19日、遠征ライブ。松江canova、山口rise SHUNAN、岡山CRAZY MAMA 2ndROOM、徳島。[7]

- 6月24日、名古屋鶴舞daytrip、26日、東京大塚Deepa出演。[8]

- 9月7日、東京渋谷eggman、8日、下北沢Regライブ。[9]

- 9月14日、京橋ism「 Variety of Delicious vol.2」にてＰＶオムニバスDVD「Veriety Delicious」リリース。[10]

- 10月31日、心斎橋DROP、KONSOME presents「第二話 あの、ハロウィンだけど、ポテチどうですか？」にてCD「song for you」無料配布。[11]

2012年
- 4月14日、心斎橋AVENUE Aにて第三話「ポテチあげるから、レコ発お祝いしてもらっても良いですか…？」主催。[12]

- 11月25日、心斎橋VARON、KONSOMEレコ発イベント「第四話 大阪背水の陣 2012 秋～ポテチと共に～」CD「Go For It!!!」リリース。[13]

- 12月31日、ブログを「KONSOMElife」に移行。[14]

2013年
- 3月27日、ブログにて初期メンバーDr.イサムの脱退に伴うKONSOME解散を発表。解散ライブは7月。[15]
- 7月15日、京橋ismにて解散ライブ。KONSOME pre. ～最終話～「今までありがとう。」昼夜ワンマン。もえみといっしーは拠点を東京に移して活動することを発表。[16]

### KONSOME+時代
2013年
- 8月9日、ブログ移行[17]。新しいバンド名を「KONSOME+(コンソメプラス)」として活動することを発表。[18]

- 10月14日、YouTubeにてKONSOME+のインターネットラジオ「KONSOME+のプラスラジオ」配信開始。[19]

- 10月27日、渋谷LUSHにてKONSOME+として初箱ライブ。

2014年
- 3月30日、東中野music shed YES!にてもえみ東京初ソロライブ『LIVE SQUARE #3』[20]
- 4月4日、代官山LOOPライブにてKONSOME+ 1stシングル「change」リリース。[21]
- 5月12日、もえみ初「ツイキャス」配信。[22]
- 6月19日、代官山LOOPにてライブ。出演：hiddy 、和泉まみ[23]
- 7月7日、京橋ismにてKONSOME+初大阪ライブ「七夕祭～build a bridge to you♪～」[24]

- 9月11日、ブログにてKONSOME+ 正式メンバーとしてGt.つっちー(土屋剛章)加入を発表。[25]
- 10月7日、下北沢ReGにてライブ「月下美人」-其の参‐ ゆーやん初サポートドラム。[26]

- 11月8日、配信限定シングル「裸足のシンデレラ」iTunes、Amazon、レコチョクにて配信開始。[27]
- 11月12日、心斎橋DROPにてライブ「ペパーミント「前髪の整理箱」レコ発ツアー【東名阪せいりせいとん遊行】KONSOME+としての初DROPライブ。[28]
- 12月3日、NeontetraワンマンにO.A.として出演。[29]

2015年
- 2月21日、大阪梅田 CAFE NEWYORKにて、もえみソロライブ「堂山町音楽祭」[30]
- 5月3日、神戸ハーバーランド「神戸ジャーマンビアフェスティバル2015」出演。2ステージライブ。[31]
- 5月31日、東京音実劇場にてライブ。ゆーやんpresents.「ゆーやんの1日遅れないバースディにカバー曲をお届けしますvol.4」KONSOME+にとって初めての2マンライブ。出演：nu:mun+[32]

- 7月1日、下北沢ReGにてKONSOME+presents.「夏やし楽しいことしよっ！～ガツンとレコ発party!!～」開催。KONSOME+ 2ndシングル「スタートライン」リリース。[33]
- 9月6日、京橋ismにて3マンライブ。「ココSOMEりっちゃに、文句あるやつ出てこいや♡～遅れてきた夏祭り～」 出演：ココロリポート、平野里沙[34]

- 9月22日、渋谷GUILTYにてKONSOME+第二回主催ライブ「ガチ魂プラザ！～渋谷GUILTY店～」開催。[35]

- 11月2日、下北沢ReGにてKONSOME+ × Risky Melody ツーマンライブ「スタートライン」ツアーファイナル出演[36]
- 11月15日、大阪中崎町Jass On Top ACTⅢの「堂山町音楽祭2」にもえみソロ出演。事前ストリートイベントではストリートパフォーマンスを2ステージ行った。[37]

- 11月30日、ブログにて山手線一周ストリートツアーツアー2015(12/1～12/22、29駅30か所)発表。[38]

- 12月2日、渋谷ストリートにて「山手線一周ストリートツアーツアー2015」スタート。[39]

- 12月22日、渋谷ストリートにて「山手線一周ストリートツアーツアー2015」完走。[40]

- 12月22日、ブログにてストリートツアー第二弾「30日間ストリート50本ノック！」(2016年1月9日～2月8日)発表。[41]
- 12月23日、下北沢VOICE FACTORYにてライブ「Welcome to the Risky World!!～クリスマススペシャル～」出演：Risky Melody 、雪乃ユーリ 他[42]

- 12月31日、二子玉川東京音実劇場にて「音実ライブwith レッツゴー懐メロカウントダウン2015→2016」カウントダウンライブ出演。[43]

2016年
- 1月9日、原宿ストリートにてストリートツアー「30日間ストリート50本ノック！」スタート。[44]
- 1月22日、渋谷GUILTYにてライブ「SAMURAI GIRLS 2016」出演：No.528、有坂愛海 他[45]

- 2月8日、渋谷ストリートにてストリートツアー「30日間ストリート50本ノック！」完走。[46]

- 2月12日、渋谷GUILTYにて「ガチ魂プラザ‼︎～valentine night♡～」主催。出演：碧井愛莉、CherryHearts、有坂愛海、藤田恵名、No.528[47]

- 2月17日、渋谷DESEO「HELLO☆GIRL'S ROCK☆PANIC」にてコンピレーションアルバムリリースライブ。コンピレーションアルバム収録の新曲「I wanna be...」初披露。[48]

- 3月12日、『始発～終電ストリート』チャレンジ決行(渋谷、代々木公演、上野、秋葉原、渋谷)。[49]

- 3月19日、もえみ初「SHOWROOM」配信。[50]
- 3月21日、渋谷Star loungeライブにてvo.もえみへ名古屋住み込みストリート「名古屋ストリートツアー14泊15日の旅」(3/23～4/6)発表。[51]

- 3月22日、インターネットラジオ「KONSOME+のプラスラジオ」voi.127 最終回。

- 3月23日、金山ストリートにて「名古屋住み込みストリート」スタート。[52]

- 4月6日、金山ストリートにて「名古屋住み込みストリート」完走。[53]
- 4月9日、名古屋RAD SEVENでライブFluoLightArch pre.「Beauty & Beast」 出演：Risky Melody 他[54]

- 4月10日、SHOWROOM配信にてサポートドラム、ゆーやんの正式加入、3rdシングル『5colors』1ヶ月CD200枚お届けチャレンジを発表。[55]

- 4月29日、渋谷ストリートにて3rdシングル『5colors』レコ発。1ヶ月CD200枚お届けチャレンジ スタート(4/29～5/29)。[56]

- 5月4日、新宿御苑前PAPERAにて「もえみ&つっちー生誕祭～おかげさまで今年も当日に祝えました～」開催。

- 5月12日、秋葉原ストリートにて『1ヶ月CD200枚お届けチャレンジ』200枚達成。サポートピアノ ゆきの正式加入。[57]

- 5月20日、DVD「そうだ名古屋、行こう。」もえみチャレンジ3rd in 名古屋」リリース。[58]

- 5月29日、渋谷ストリートにて『1ヶ月CD200枚お届けチャレンジ』完走。3rdシングル『5colors』期間トータル362枚販売。[59]

- 6月3日、下北沢VOICE FACTORYにて「ゆーやん＆ゆきのちゃん正式加入パーティ！」開催。いっしーチャレンジ(7/24からの毎週ライブで1曲新曲披露(計4曲))発表。[60]
- 6月18日、京橋Arcにて「Yes Happy!×KONSOME＋×Lovelys!!!! 2マン！？3マン！？ライブ‼︎‼︎‼︎‼︎」[61]

- 7月2日、東名阪ツアー「Happy Carnival ～Let's go Summer Carnival～」大阪京橋Arc。[62]

- 7月9日、東名阪ツアー「Happy Carnival ～Let's go Summer Carnival～」名古屋Party'z。[63]

- 7月16日、東名阪ツアーファイナル「Happy Carnival ～Let's go Summer Carnival～」渋谷GUILTY。
- 7月24日、下北沢VOICE FACTORYのライブにて新曲「Ready Go‼︎」初披露。[64]
- 7月27日、東新宿 真昼の月・夜の太陽にて和泉まみ企画「Attractive Night #4」タイトル未定の新曲披露。[65]
- 8月6日、二子玉川東京音実劇場にてdr.ゆーやん主催ライブ「ゆーやんの噂の夏ライブ～冷たいビールで乾杯♪～｣新曲｢サヨナラ恋歌｣初披露。[66]
- 8月7日、大阪artyard studioにてもえみソロライブ「Chain Reaction外伝～白き風～」[67]

- 8月9日、ブログにてdr.ゆーやんの脱退を発表。最終ライブは8/16渋谷CRAWL。[68]
- 8月12日、下北沢ReGにてライブ「Different from yours aroma and bright red dress」[69]

- 8月16日、渋谷CRAWLライブにてdr.ゆーやん脱退。[70]

- 8月31日、渋谷にてCDシングル『accorstic』レコ発ストリート。[71]
- 9月2日、渋谷Milkywayにてもえみソロライブ。Straight Free Chirdren pre.「The connector vol.6〜"X OVER"Release party〜」[72]出演：No.528、MilkeyMilton他
- 9月3日、大阪福島LIVE SQUARE 2nd LINEにてライブ「YES!! SATURDAY!!」[73]
- 9月5日、大阪心斎橋JANUSにてライブ「JANUS LADY NAVIGATION～Summer NEON 後夜祭～」JANUS初出演。出演：Yes Happy！他[74]

- 9月16日、渋谷GUILTYライブにて新曲『サブリメーション』披露。 いっしー新曲チャレンジ完走。[75]

- 9月18日、ブログにて2017年1月21日、KONSOME+初ワンマンライブ『1st ONE MAN SHOW!!!!』(渋谷GUILTY)開催と vo.もえみ『100日連続ライブ、チケット150枚完売』(9/21～12/29)チャレンジを発表。[76]

- 9月21日、渋谷ストリートにて『100日連続ライブ』チャレンジスタート。[77]
- 9月26日、渋谷Starloungeにてもえみソロライブ「Heart Rock」「この先」と「スタートライン」のアコギ初披露。出演：Naki&Aiko(CREA)他[78]
- 9月30日、渋谷GUILTY にてライブ「CRASHBERRY×GUILTY TIME WARP 共同企画〜SAMURAI GIRLS〜」ドラムサポート：高橋慶（ストロボサイダー）[79] 出演：CRASHBERRY、Milkey Milton、三田結菜、sugar Ms.boy他[80]
- 10月16日、代官山LOOPにてライブ「COLORS」[81]
- 10月24日、初台DOORSで絵仁主催ライブ「Halloween Babie vol.4」[82]
- 11月3日、渋谷GUILTYにて三田結菜生誕主催ライブ。コピーバンド｢あにそんず。｣で3曲披露。[83]
- 11月9日、vo.もえみの100日連続ライブ、50日目。渋谷駅前ストリート。[84]

- 11月12日、東名阪ツアー「ヒップ☆アタック☆パニック!!～東名阪Circuit～」名古屋MUSIC FARM。MUSIC FARMでの初ライブ。サポートドラム：三田結菜[85]

- 11月13日、東名阪ツアー「ヒップ☆アタック☆パニック!!～東名阪Circuit～」心斎橋Paradigm。1stワンマンチケット100枚目のお届け。[86]

- 11月20日、東名阪ツアーファイナル「ヒップ☆アタック☆パニック!!～東名阪Circuit～」 渋谷CHELSEA HOTEL。サポートドラム：三田結菜　出演：THE LEAPS 他[87]

- 12月19日、ブログにてPf.ゆきの の脱退を発表。[88]

- 12月20日、『100日連続ライブ』91日目、池袋ストリートにて1stワンマンチケット151枚完売。[89]

- 12月29日、渋谷Star lounge「KONSOME＋presents.100日連続ライブファイナル～2016大忘年会～」『100日連続ライブ』チャレンジ完走。1stアルバム『Ready Go!!!』リリース。出演：TAROCK、MERRY FREAKS、Milkey Milton、Straight Free Children、Quintet Queen Quest、あにそんず。[90]

2017年
- 1月4日、1stアルバム『Ready Go!!』90日間ミニアルバム1000枚お届けチャレンジスタート。[91]（1月6日現在ミニアルバムお届け計84枚[92]）

- 1月21日、渋谷GUILTYにてKONSOME+『1st ONE MAN SHOW!!!!』開催。pf.ゆきの脱退。[93]
- 2月4日、渋谷GUILTYにて1st ワンマン後初ライブ。TIMEWARP presents「SAMURAI GIRLS」キーボードサポート：chika（Milkey Milton）（ミニアルバムお届け計258枚）[94]
- 2月14日、渋谷GUILTYにてライブ「骨抜き “逆チョコ”PARTY!」キーボードサポート：chika(Milkey Milton)、ドラムサポート：ナオヒロ（ミニアルバムお届け計336枚）[95]

- 2月26日、横浜LOOP「ONEMANSHOW!!!まったりアフターパーティ」開催。（ミニアルバムお届け計459枚）[96]
- 3月1日、初台DOORSで絵仁主催ライブ「Honey Barbie」出演：もえみ(KONSOME+)&三田結菜、MERRY FREAKS他（ミニアルバムお届け計484枚）[97]

- 3月8日、渋谷GUILTYでライブ「シュガミスのみなさんのおかげです。vol.2」出演：sugarMs.boy、絵仁(O.A) 、コムシコムサ 他。キーボードサポート：chika（Milkey Milton）、ドラムサポート：ナオヒロ（ミニアルバムお届け計560枚）[98]
- 3月11日、名古屋MUSIC FARMにてライブ「BROTHERHOOD x smile circle!」出演：BIЯTH 他。キーボードサポート：chika（Milkey Milton）、ドラムサポート：ナオヒロ。6月4日名古屋今池3STARTのKONSOME+2ndワンマンライブ決定を発表。（ミニアルバムお届け計577枚）[99]
- 3月12日、大阪堂山町villegeの「堂山町音楽祭3」に初めてバンドで出演。キーボードサポート：chika（Milkey Milton）、ドラムサポート：ナオヒロ（ミニアルバムお届け計589枚）[100]
- 3月18日、渋谷GUILTYにてライブ「Happy Carnival～Let´s go Spring Carnival 2017 in Tokyo Final～」出演：Risky Melody、Mr＊Daisy、雪乃ユーリ、前田みつき 他。キーボードサポート：chika（Milkey Milton）、ドラムサポート：ナオヒロ（ミニアルバムお届け計623枚）[101]
- 3月19日、20日、遠征ストリートツアー『90日間ミニアルバム1000枚お届けチャレンジ』 福岡中洲、天神。（ミニアルバムお届け計641枚） [102]
- 3月21日、遠征ストリートツアー『90日間ミニアルバム1000枚お届けチャレンジ』 広島。（ミニアルバムお届け計652枚） [103]
- 3月22日、遠征ストリートツアー『90日間ミニアルバム1000枚お届けチャレンジ』 岡山。（ミニアルバムお届け計659枚） [104]
- 3月23日、遠征ストリートツアー『90日間ミニアルバム1000枚お届けチャレンジ』兵庫神戸三ノ宮。（ミニアルバムお届け計676枚）[105]
- 3月24日、遠征ストリートツアー『90日間ミニアルバム1000枚お届けチャレンジ』京都四条。（ミニアルバムお届け計693枚※チャレンジ60日目）[106]
- 3月25日、遠征ストリートツアー『90日間ミニアルバム1000枚お届けチャレンジ』 大阪梅田。（ミニアルバムお届け計717枚） [107]
- 3月26日、遠征ストリートツアー『90日間ミニアルバム1000枚お届けチャレンジ』名古屋大曽根駅。[108] （ミニアルバムお届け計740枚） [109]
- 3月28日、初台DOORSで有坂愛海主催ライブ「いちご戦争第三戦線」[110]サポートピアノ：chika(Milkey Milton)、サポートドラム：三田結菜[111]
- 4月2日、新宿ストリートで17枚をお届けし、ミニアルバムお届け計777枚。[112]
- 4月5日、代官山LOOPでドラムレスのアコースティックイベント「Make Happy!! 」キーボードサポート：chika（Milkey Milton）、ドラムサポート：三田結菜（12枚をお届けし、ミニアルバムお届け計800枚）[113]
- 4月8日、赤坂GRAFFITIでNeontetra presents『音の水族館』vol.8 Seika's Birthday Party!! 出演：Neontetra、シュガーパレード、garden#00 キーボードサポート：chika（Milkey Milton）、ドラムサポート：ナオヒロ（ミニアルバムお届け計813枚）[114]
- 4月16日、名古屋MUSIC FARMでライブ「Shake Hands with 空ノ音 番外編supported by MUSICFARM &smile circle!」出演：ストロボサイダー 他。ドラムサポート：ナオヒロ（ミニアルバムお届け計881枚）[115]
- 4月18日、初台DOORSでMERRY FREAKS主催ライブ『Ma-yu超絶爆誕記念日主催　漢要祭(かんようさい)2017』Vo.もえみはReiri'n Partyのボーカルとして、アニソンカバーバンドで出演。（ミニアルバムお届け計891枚）[116]

- 4月26日、秋葉原にて『90日間ミニアルバム1000枚お届けチャレンジ』88日目で1000枚達成。[117]

- 4月28日、下北沢ReGにてKONSOME+主催ライブ『春のコンソメ祭り ガチコンプラザ下北沢ReG店』〜1000枚チャレンジやいかに⁉︎〜開催。キーボードサポート：chika（Milkey Milton）、ドラムサポート：ナオヒロ。（90日間でミニアルバムお届け計1,004枚）[118]

- 5月4日、新宿御苑レストランパペラにて『もえみ&つっちー生誕祭！』開催。ドラムサポート：ナオヒロ[119]
- 5月13日、荻窪ルースター・ノースサイドでライブ『ユルドラド vol.4』出演：ウタゴジラ、ヌビア、美夏【BAND MEMBER】Gt.原嶋純平 / Ba.松本勇人 / Dr.あんり / Key.幡宮航太[120]
- 5月14日、深夜の配信にて『KONSOME+2nd ONE MAN SHOW!!!』チケット80枚チャレンジ『名古屋住み込みストリート(5/19～6/1)』発表。[121]
- 5月17日、名古屋住み込みストリート前のラスト都内ストリート。（この日までのお届け43/80枚）[122]

- 5月19日、6/4名古屋、今池3STAR 『KONSOME+2nd ONE MAN SHOW!!!』チケット80枚チャレンジ『名古屋住み込みストリート(5/19～6/1)』スタート。[123]
- 5月24日、名古屋藤が丘MUSIC FARMでライブ「楽しい夜はここに在る」出演：BACK TO THE NY 、MORNING GLORY、カタルニアタイセズ（チケット80枚チャレンジ計64枚）[124]
- 5月26日、渋谷milkywayでStraight Free Children主催ライブ「OPEN THE CASINO〜Poker Game Release Party!!〜」（住み込み中の名古屋から夜行バスで東京に戻ってのライブ）出演：ストロボサイダー 他。ドラムサポート：ナオヒロ（チケット80枚チャレンジ計67枚）[125]

- 5月31日、名古屋ストリートにて『KONSOME+2nd ONE MAN SHOW!!!』チケット80枚チャレンジ達成。[126]

- 6月4日、名古屋今池3STARにて『KONSOME+2nd ONE MAN SHOW!!!』開催。 新曲「ツナグミライ」初披露。 94人動員。[127]
- 6月25日、渋谷GUILTYでライブ「HIGE FES Vol.6 ~今年の夏ふぇすへの準備はOKかい!~」[128]
- 7月8日、渋谷ルイードK2にてmarina主催3マン「marina's Collection vol.2」出演：marina、小玉しのぶ[129]
- 7月17日、渋谷GUILTYにてストロボサイダー主催ライブ「Shake Hands with KONSOME+」出演：いろは、G-PARADE[130]
- 7月28日、京橋Arcでライブ「My Art Philosophy #2」出演：海月ゆづき 他。ドラムサポート：ナオヒロ[131]
- 7月29日、ラ・パーク岸和田1Fキスパプラザ特設会場でKONSOME+初インストアライブ「ラ・パーク岸和田キスパ専門店街スプリングコンサート」カホンサポート：ナオヒロ、キーボードサポート：chika（Milkey Milton）[132]

- 8月5日、ブログにて8/7リリース4thシングル『ツナグミライ』777枚お届けチャレンジ(8/7～10/6)発表。[133]
- 8月7日、渋谷CLUB QUATTROにてライブ第七回「ライブハウスとマスターピース」4thシングル「ツナグミライ」レコ発＆「777枚お届けチャレンジ(8/7～10/6)」初日。ドラムサポート：ナオヒロ、キーボードサポート：chika（Milkey Milton）（ツナグミライお届け計60枚）[134]
- 8月8日、藤が丘MUSIC FARMにてライブ「C.P.A Summer Party 2017」出演：Colors Play Arrow 他。ドラムサポート：ナオヒロ（ツナグミライお届け計83枚）[135]
- 8月12日、初台DOORSにて絵仁バースデー主催ライブ。chika（Milkey Milton）と2人でもえみちかとしてアコースティック形態で出演。出演：絵仁、有坂愛海 、咲岡里奈 、江織杏、双葉ゆん 他。（ツナグミライお届け計125枚）[136]
- 8月16日、渋谷GUILTYにてライブ「TIME WRAPP presents OTOMORI MUSICピース」「全力ワッショイ」初披露。出演：情熱マリ子、東京カメレオン 他。ドラムサポート：ナオヒロ（ツナグミライお届け計135枚）[137]
- 8月27日、渋谷Pleasureで「ミニアコースティックライブ♪」（ツナグミライお届け計301枚）[138]
- 9月6日、横浜BAYSISでライブ「MARKET SHOP STORE 1st.Mini Album『DAMAGE』Release Tour」ドラムサポート：ナオヒロ、キーボードサポート：chika（Milkey Milton）（ツナグミライお届け計396枚）[139]
- 9月10日、藤が丘MUSIC FARMでライブ。出演：有坂愛海 他。ドラムサポート：ナオヒロ（ツナグミライお届け計444枚）[140]

- 9月23日、大阪京橋Arcにて有坂愛海、KONSOME+共同主催「ガチ魂いちご戦争～大阪の陣～」 (夜)開催。 出演：有坂愛海、海月ゆづき、前田みつき。ドラムサポート：ナオヒロ（ツナグミライお届け計600枚）[141]
- 9月30日、渋谷O-nestでSPARK SPEAKER presents.「2nd SPARK!」ドラムサポート：ナオヒロ、キーボードサポート：chika（Milkey Milton）（ツナグミライお届け計730枚）[142]

- 10月4日、大塚駅ストリートにて4thシングル『ツナグミライ』777枚お届けチャレンジ達成。[143]

- 10月6日、渋谷GUILTYにてKONSOME+主催ライブ「ガチ魂プラザ〜大切な君へ〜」開催。出演：Astrovery、ユキノユーリ、コムシコムサ。ドラムサポート：ナオヒロ、キーボードサポート：chika（Milkey Milton）（ツナグミライお届け計787枚）[144]
- 10月10日、四谷LOTUSにてアコースティックライブ「深呼吸の栞〜ゆうぐれな初主催3マンライブ！！〜」[145]

- 10月15日、渋谷Pleasureにて「ツナグミライ777枚チャレンジお疲れ様ゆるゆるアフターパーティ」開催。[146]2018年2月から5月までの4ヶ月連続でワンマンライブすることを発表。[147]
- 10月19日、六本木morphでライブ「ハピコレ!!怒涛の15DAYS SPECIAL!! DAY7×sugarMs.boy」ドラムサポート：ナオヒロ、キーボードサポート：chika（Milkey Milton）[148]
- 10月21日、エコール和泉でインストアライブ（2ステージ）。カホンサポート：ナオヒロ、キーボードサポート：chika（Milkey Milton）[149]
- 10月22日、大阪umeda TRAD(旧AKASO)にてライブ「堂山町音楽祭4」出演：佐野仁美、ORESKABAND 他。ピアノサポート：chika（Milkey Milton）、ドラムサポート：ナオヒロ[150]
- 10月27日、六本木morphでライブ「ハピコレ!!怒涛の15DAYS SPECIAL!! DAY13×Astrovery」（KONSOME+初ライブから丸4年）[151]
- 10月29日、名古屋REFLECT HALLにてサーキットイベント「ガールズストライクX2017」[152]
- 10月31日、六本木morphでライブTONEAYU×morph-tokyo「骨抜きHALLOWEEN PARTY!」[153]

- 11月7日、渋谷RUIDO K2にて『石田・イッシー・RYUHEY誕生祭』開催。ゲストアーティスト：高橋慶 (ストロボサイダー)、Kanae (ストロボサイダー)、有坂愛海、真由 (Straight Free Children)、ryo (Straight Free Children)、ゆきの (ex.KONSOME+)[154]
- 11月15日、渋谷club asiaにてライブ「ヒップ☆アタック☆パニック‼︎vol.120」出演：Dr.プラネット 他。キーボードサポート：chika（Milkey Milton）、ドラムサポート：ナオヒロ[155]
- 11月18日、柏ThambUpにてライブ「No.528"anytime anytime tour"」ドラムサポート：ナオヒロ[156]
- 11月19日、池袋bigbangboxにてもえみソロライブ-東北復興支援プロジェクト絆(KIZUNA)-「陸前高田コミュニティハウス建設支援基金チャリティーvol.3」コスプレファッション・フェスタ&ライブ「アニソンGo！Go‼︎」出演：愛夢GLTOKYO 他。キーボードサポート：chika（Milkey Milton）[157]
- 11月22日、東新宿Cat's holeにてライブ「夢現Music 〜 Joynt !! 〜」出演：Cycrops、AYA1000RR 他。[158]
- 11月29日、名古屋藤が丘music farmにてライブ「藤が丘養音場 vol.6」[159]
- 12月3日、下北沢ReGにてストロボサイダー主催ライブ「Shake Hands with YOU!!!」[160]サポートドラム：ナオヒロ[161]
- 12月6日、ブログにてオーディエンス参加型の音楽ライブグランプリ「OTONOVA」への参加を発表。[162]
- 12月8日、初めての2本立てライブ。恵比寿club aimにてFullMooN主催ライブ「汚ピンク祭り2017～萌えるゴミの日～ 」出演：FullMooN 、HONEYBEE 他。雨の中、満員電車で移動後、渋谷RUIDO K2にてライブ。色彩69☆presents「-色彩MY FAVORiTE- ba.yu-ki BD 俺を愛でよう♡」出演：色彩69☆、Straght Free Children 他。[163]
- 12月10日、渋谷GUILTYにて主催ライブ「KONSOME＋ × GUILTY ガチ魂プラザ!!忘年祭!!」4ヶ月連続ワンマンライブチケット発売開始。[164]出演：danny、ロイジプシー、missYou、トレモロコード。サポートドラム：ナオヒロ[165]
- 12月13日、渋谷チェルシーホテルにてユキノユーリシングル「Noise」レコ発主催ライブ「ユキマツリvol.1」出演：ユキノユーリ、石戸なつみ。[166]
- 12月19日、大塚hearts+にて石戸なつみ主催もえみソロアコースティックライブ。ピアノサポート：ゆきの。[167]
- 12月21日、初台DOORSにて有坂愛海主催ライブ『いちご戦争第10戦線』 出演：有坂愛海、大石理乃 他。[168]
- 12月24日、渋谷PleasureにてKONSOME+アコースティックライブクリスマスパーティ。カホンサポート：ナオヒロ。[169]
- 12月26日、六本木morphにて2017年ラストライブ「ハピコレ!!vol.132」[170]

2018年
- 1月6日、下北沢ReGにて2018年初ライブ『Different from yours aroma and bright red dress』₋2018年新春スペシャル- 出演：ConneCt、danny 他。ドラムサポート：ナオヒロ。[171]
- 1月17日、代官山LOOPにてライブ『Heart Beats!!』 出演：TiraMiss、CASPA、Milkey Milton 他。ドラムサポート：ナオヒロ。[172]
- 1月18日、京橋Arcにて2018年大阪初ライブ『My Art Philosophy #5』 出演：海月ゆづき、Mika 他[173]
- 1月19日、名古屋藤が丘MUSIC FARMにて2018年名古屋初ライブ『Welcome to Music Farm！K'S-J present』[174]
- 1月21日、LIVE labo 代々木にてライブ『honey dripper』[175]
- 1月30日、横浜BAYSISにてライブ『BAYSIS PRESENTS』[176]
- 2月7日、渋谷RUIDO K2にて「KONSOME+ ONE MAN SHOW!!!"HOP"〜♣︎❤︎♠︎♦︎〜」（ワンマンモチーフは︎♣︎）4ヶ月連続ワンマン初日公演＆5th single「Keep on tryin'!」リリース（収録曲「Keep  on tryin'!」「君とクローバー」）。ドラムサポート：ナオヒロ。[177]
- 2月14日、赤坂graffitiにてバレンタインライブ（アコースティック）出演：小野亜里沙 他。[178]
- 2月21日、渋谷GUILTYにてオーディエンス参加型ライブグランプリ「OTONOVA」一次予選（1位通過）。ドラムサポート：ナオヒロ。[179]
- 2月23日、『名古屋住み込みストリート2018（2/23～3/4）』スタート。[180]
- 2月24日、名古屋MUSIC FARMにてもえみソロライブ『藤が丘うまいもの祭り』イベント[181]
- 3月4日、『名古屋住み込みストリート2018（2/23～3/4）』完走。名古屋ワンマン（3月10日）チケットソールドアウト。[182]
- 3月10日、藤が丘MUSIC FARMにて4ヶ月連続ワンマンライブ！！in名古屋「KONSOME+ ONE MAN SHOW!!!"HOP"〜♣︎❤︎♠︎♦︎〜」（ワンマンモチーフは︎❤︎）6th single「It's allright」リリース（収録曲「It's allright」「深夜バスに乗って」）。ドラムサポート：ナオヒロ。[183]
- 3月14日、オーディエンス参加型ライブグランプリ「OTONOVA」二次予選（1位通過）。ドラムサポート：ナオヒロ。[184]
- 3月18日、KONSOME+として初めて城天に出演（城天sonicformブース）。[185]
- 3月25日、イオン京橋にてインストアライブ。（もえみとRYU-HEY2人の出演）[186]
- 3月28日、代官山LOOPにてライブ。ドラムサポート：ナオヒロ。[187]
- 4月1日、渋谷GUILTYにて、オーディエンス参加型ライブグランプリ「OTONOVA」エリア決勝戦（5位）。[188]
- 4月5日、横浜BAYSISにてライブ。出演：Glowlamp 他。ドラムサポート：ナオヒロ。[189]
- 4月8日、京橋Arcにて4ヶ月連続ワンマンライブ！！in大阪「KONSOME+ ONE MAN SHOW!!!"HOP"〜♣︎❤︎♠︎♦︎〜」（ワンマンモチーフは︎♠︎） KONSOME+ として初の大阪ワンマン。7th single「MOVE!!」リリース（収録曲「MOVE!!」「will be」）。ドラムサポート：ナオヒロ。[190]
- 4月26日、初台DOORSにてもえみソロライブ。絵仁ちゃんワンマン決起主催「Moon Rabbit」。全曲アコギを弾く。[191]
- 4月27日、初台DOORSにてライブ。「おはる☆初主催〜誕生日にライブ・レコ発・詰め込んじゃったよSP〜」ドラムサポート：ナオヒロ。[192]
- 4月30日、新宿FATEにてSPARK SPEAKERレコ発主催ライブに出演。（もえみとRYU-HEYの2人編成）[193]
- 5月4日、渋谷GUILTYにて4ヶ月連続ワンマンライブ！！in東京「KONSOME+ ONE MAN SHOW!!!"HOP"〜♣︎❤︎♠︎♦︎〜（ワンマンモチーフは︎♦）」8th single 「STAND UP」リリース（収録曲「STAND UP」「愛しい日々」）。ドラムサポート：ナオヒロ。[194]
- 5月8日、銀座miiyacafeにてもえみソロライブ「IJICHI's Living Doors VOL.321」出演：IJICHI、有坂愛海 他。グランドピアノサポート：ゆきの[195]
- 5月13日、MUSIC＆BAR PLEASURE にてワンマンアフターパーティ開催。[196]
- 5月19日、「8日間CD100枚お届け」プチチャレンジを渋谷ストリートからスタート。[197]
- 5月20日、名古屋MUSIC FARMにてライブ「smile circle! vol.22」 出演：BACK TO THE NY、マヨナカセダイ他。[198]
- 5月21日、名古屋MUSIC FARMにてもえみ、ギターのみの弾き語りソロライブ「smile circle 後夜祭 〜藤が丘うまいもの祭り〜」 [199]
- 5月24日、5日目の梅田ストリートで「8日間CD100枚お届け」プチチャレンジ達成。 [200]8日間では計132枚をお届け。[201]
- 5月26日、大阪イオン古川橋にて、もえみ初のソロインストアライブ。[202]
- 5月27日、初台DOORSにて絵仁4thワンマンライブ「Flower Rabbit」O.A.として、もえみソロ出演。[203]
- 5月28日、下北沢ラグーナにてアコースティックライブ<Honest I do!!!>イッシーはベースとカホンを担当。出演：和泉まみ 他。キーボードサポート：ゆきの。この日が「8日間CD100枚お届け」プチチャレンジ最終日（計132枚）。[204]
- 6月14日、六本木morphにてライブ「ハピコレ!!vol.165～sugarMs.boyラストライブ～」出演：sugarMs.boy、Milkey Milton 他。ドラムサポート：ナオヒロ。[205]
- 6月16日、6月17日に土日ストリート。土曜は「Ready Go!!パーカー」で歌い4枚、日曜は早めの時間から始め、ネットショップも合わせて13枚をお届けし、6月プチチャレンジ「CD &DVD200枚お届け」計123枚。（ライブ予定残り6日で77枚）[206]
- 6月20日、初台DOORSにてもえみソロライブ。有坂愛海主催「いちご戦争第十五戦線」衣装は有坂に借りたPUTUMAYOのアリスワンピ。出演：有坂愛海、江織杏、花桐はづき。12枚をお届けし、6月プチチャレンジ「CD &DVD200枚お届け」計135枚。[207]
- 6月28日、秋葉原ストリート。ネットショップと合わせて20枚をお届けし、6月プチチャレンジ「CD &DVD200枚お届け」計173枚。 [208]翌日のストリートで200枚に到達。[209] 6月最終日もストリートに行き、6月プチチャレンジ「CD &DVD200枚お届け」計204枚。[210]
- 7月7日、恵比寿天窓switch.にてもえみソロライブ「IJICHI's Living Door VOL.332」[211]出演：IJICHI、さくらかおり 他。ピアノサポート：ゆきの (ex.KONSOME+)[212]
- 7月8日、イオン京橋にてインストアライブ（2ステージ）。Vo.もえみとBa.イッシー2人の出演。出演：平山ナミ、内川樺月[213]
- 7月16日、渋谷GUILTYにてライブ【色彩My FAVORiTE】-8th ANNIVERSARY &レコ発- 出演：色彩69☆、MERRY FREAKS 他。ドラムサポート：ナオヒロ。[214]100枚限定の復刻版demo「夏雨」[215]発売開始。
- 7月20日、下北沢MOSAiCにてライブ。STFLII presents.「ORIGINAL COLOR-3title release party-DAY.2」サポートドラム：ナオヒロ[216]
- 7月29日、渋谷GUILTYにてライブ。Neontetra×渋谷GUILTY presents『音の水族館』vol.12 3rdミニアルバム「Eternal」 レコ発ツアーファイナル&ヒデユキBirthday Party!!共同企画。出演：Neontetra、シュガーパレード 他。サポートドラム：ナオヒロ[217]
- 8月13日、京橋Arcにてライブ「TE★RA★SI★TA★RI★NA★I」ドラムサポート：ナオヒロ[218]
- 8月19日、渋谷pleasureにてもえみ、浴衣でソロライブ。Ba.イッシーがカホンサポート。終了後にストリートも行った。[219]
- 8月24日、秋葉原カフェトリオンプにてミニライブ。 [220]MERRY FREAKSによる1日限定メイドカフェ「メリフリメイド喫茶」[221]
- 8月26日、代官山LOOPにて3マンライブ「KONSOME+ presents.ガチ魂プラザ‼︎〜猪突猛進3マン〜」新衣装初披露。新曲「summer day!!」初披露。2019年1月13日に渋谷GUILTYにて「KONSOME+ 4th ONE MAN SHOW!!!」を開催することを発表。出演：SPARK SPEAKER、仮谷せいら。ドラムサポート：ナオヒロ。[222]一番くじスタッフ：LiNa、物販スタッフ：有坂愛海、ライブ写真撮影：三浦真琴(maco)[223]
- 8月30日、銀座MiiyaCafeにてもえみソロライブ。『 夏の忘れ物 ～ 麦わら帽子の君 ～』出演：ハル 、YUMIKO、翔美 。[224]
- 9月4日、恵比寿天窓.switchにてライブ「IJICHI’s Living Door VOL.342」出演：IJICHI、さくらかおり、条生アヤノカミオン。ピアノサポート：伊藤くれあ[225]
- 9月6日、NeontetraのVo.セイカと合同ストリート。[226]
- 9月9日、名古屋ストリート後に藤が丘MUSIC FARMにてもえみソロライブ「藤が丘うまいもの祭り」[227]
- 9月16日、川崎競輪場にてフリーライブ。ドラムサポート：ナオヒロ。[228]ライブ後は川崎競輪場VIPルームにてオフ会を開催。[229]
- 9月19日、渋谷CHELSEA HOTELにてライブ「"DIABRO vol.13"」出演：Dr.UNDY 他。ドラムサポート：ナオヒロ。[230]
- 9月21日、藤が丘MUSIC FARMにてライブ「BACK TO THE NY pre.MUSIC FARMの良さを知ってくれ vol.9」出演：BACK TO THE NY、LUNCH-Ki-RATT 他。ドラムサポート：ナオヒロ。[231]復刻版demo第2弾「そばにいる。」発売開始。[232]
- 9月22日、藤が丘MUSIC FARMにて主催ライブ 「KONSOME+ presents.名古屋でやるよ！ガチ魂プラザ!!vol.1」出演：魂染、シュガーパレード、Neontetra、有坂愛海。ドラムサポート：ナオヒロ。[233]
- 9月23日、京橋LIVE HOUSE Arcにて「KONSOME+ presents.大阪でやるよ！ガチ魂プラザ!!vol.1」出演：シュガーパレード、Neontetra、有坂愛海、LAPH ROI GLENN、bounce。ドラムサポート：ナオヒロ。[234]
- 9月28日、京橋LIVE HOUSE Arcにてライブ「ひまわりフレンズ〜かいよ生誕祭〜」 Vo.もえみとBa.イッシー2人の出演。出演：平野里沙 他。[235]
- 9月30日、井荻チャイナスクエアにてアコースティックライブ「garden#00 presents 夏と秋のグラデーション〜リコリスの咲く昼inチャイナスクエア〜」出演：garden#00、山本紗江[236]
- 10月4日、渋谷RUIDO K2にてライブ。SHIBUYA RUIDO K2 15th ANNIVERSARY「石の上にも三年、K2 十五年、スマレン十七年！ここまで続けられているのは、みなさんのおかげ祭！」出演：スマイルレンジャー、TRIPPER、ウルトラ寿司ふぁいやー 他。[237]
- 10月5日、巣鴨獅子王にてもえみソロライブ「音楽女子が集うガールズセッション 音楽女子会vol.3」この日限定の音楽女子会のバンド名は「AJINOMOTO」。[238]
- 10月17日、下北沢Lagunaにてアコースティックライブ< Shop Around!!!>出演：日乃まそら、Amamiya Maako。キーボードサポート：伊藤くれあ[239]
- 10月19日、有坂愛海と合同で大阪ストリート。[240]翌日、10月20日は、尼崎Scopeにてもえみソロライブ。有坂愛海主催「いちご戦争関西大作戦 台風21号災害チャリティイベント」終了後も大阪ストリートも行った。[241]
- 10月26日、銀座Miiya Cafeにてもえみソロライブ『 ハロウィン☆パーティー 第一夜 ～歌姫とかぼちゃの馬車の旅♪ ～ 』ピカチュウの着ぐるみでのステージ。出演：TiraMiss 他。[242]
- 10月27日、もえみ秋葉原ストリート。KONSOME+初ライブから5周年。[243]
- 10月28日、駒沢STRAWBERRY FIELDSにてライブ「シュガーパレードpresents NEVERLAND vol.4 HALLOWEEN PARTY」リクルート仮装のスーツ姿でのステージ。出演：シュガーパレード、Glowlamp。[244]
- 10月31日、代官山LOOPにてライブ「Hallowe'en Party!!～Daikanyama LOOP 10th Anniversary～」目指せ全国大会！仮装で出演。出演：仮谷せいら、TONEAYU 他。ドラムサポート：ナオヒロ[245]
- 11月3日、もえみとイッシー2人でのライブ。大阪ATC BAYSIDE xmas 2018「Xmas ツリー点灯式」その後、大阪ストリートを行う。[246]
- 11月5日、渋谷RUIDO K2にて主催ライブ「石田・イッシー・RYU-HEY転生祭2018」出演：ストロボサイダー、有坂愛海、コムシコムサ、MISTY、高井卓。ドラムサポート：ナオヒロ[247]
- 11月8日、名古屋今池3STARにてはにーぽけっと主催ライブ。ドラムサポート：ナオヒロ[248]
- 11月10日、川崎競輪場にてフリーライブ。出演： 11月10日、川崎競輪場にてフリーライブ。出演：Neontetra。その後、東京ビッグサイト西ホール全館にてもえみソロライブ「デザインフェスタvol.48」。[249]11月11日はもえみソロライブ「デザインフェスタvol.48」の後に川崎競輪場にてフリーライブ。その後オフ会開催。 [250]
- 11月14日、銀座Miiya Cafeにてもえみソロライブ「ターコイズ色の幸せ」出演：福地セイカ(Neontetra) 他。[251]
- 11月19日、渋谷DESEOにてライブ「ヒップ☆アタック☆パニック!!Vol.134～ありがとうDESEO 2Days!!～Day1」出演：絵仁、LeAnFlor 他。[252]
- 11月25日、藤が丘MUSIC FARMにて主催ライブ「KONSOME+ presents.名古屋でやるよ！ガチ魂プラザ!!vol.2」出演：ストロボサイダー、有坂愛海、aivolic、MERRY FREAKS。ドラムサポート：ナオヒロ。2019年3月17日の今池GLOWワンマンライブの開催を発表。[253]
- 11月30日、真昼の月 夜の太陽にてライブ「IJICHI’s Living Door VOL.355」リビドアに初めてバンドで出演。ドラムサポート：ナオヒロ[254]
- 12月2日、今池3STARにてもえみソロライブ『smile circle! 』8周年。出演：Rearend 17、マヨナカセダイ他。[255]
- 12月3日、藤が丘MUSIC FARMにてもえみソロライブ「藤が丘うまいもの祭り2018FINAL-smile circle!後夜祭-」出演：ウーパーリサ 他。[256]
- 12月9日、渋谷GUILTYにてライブ。STFLII presents.「THE CONNECTOR vol.∞」出演：STFLII、有坂愛海、Milkey Milton、ストロボサイダー、三田結菜、藤川茜(O.A&MC)。ドラムサポート：ナオヒロ[257]
- 12月10日、京橋BERONICAにてもえみソロライブ。Lisnap&SSP presents.「笑う京橋には福来るvol.12」出演：リスナップ(漫才)、和泉まみ 他。[258]
- 12月19日、恵比寿天窓.switchにてもえみソロライブ「IJICHI’s Living Door VOL.357　”リビドアクリスマス”」キーボードサポート：ゆきの (ex.KONSOME+)[259]
- 12月23日、名古屋藤が丘MUSIC FARMにてライブ。有坂愛海主催「いちご戦争第十八戦線～名古屋の陣2～」新曲「こっからちゃうん？SUPER GIRL!!」初披露。「It's allright」は初めてVo.もえみのギターのみの弾き語りで披露。2018年名古屋ライブ納め。出演：有坂愛海、Suneeds[260]
- 12月24日、京橋LiveHouse Arcにてライブ。～LiveHouse Arc 12chan presents〜【TE★RA★SI★TA★I】-scene.6- 大阪で「こっからちゃうん？SUPER GIRL!!」初披露〜。ドラムサポート：ナオヒロ[261]
- 12月25日、下北沢waverにて2018年ラストライブ。garden#00×KONSOME+×都乃-SATONO-presents「CHRISTMAS NIGHT DE NIGHT」ドラムサポート：ナオヒロ[262]

2019年
- 1月5日、御徒町ストリートにて2019年歌い初め。[263]
- 1月13日、渋谷GUILTYにて『KONSOME+ 4th ONE MAN SHOW!!!〜Keep on tryin'!〜』開催。ドラムサポート：ナオヒロ。友情出演：ゆきの (ex.KONSOME+) 。 「スーツコンクリート」「YES!LOVE未完成」初披露。2ndミニアルバム「Keep on tryin!」1,200枚お届けチャレンジを発表。（期間は8月16日の主催ライブまで。[264] 1月13日現在ミニアルバムお届け計128枚）3月3日のKONSOME+presents.3マンライブ「ガチ魂プラザ‼︎〜雛祭りの乱〜」開催を発表。[265]
- 1月20日、渋谷Musicbar pleasureにて『KONSOME+ 4th ONE MAN SHOW!!!〜Keep on tryin'!〜』ワンマンアフターパーティ開催。[266]（ミニアルバムお届け計165枚） [267]
- 2月1日、新栄HeatLandにてドラムレスライブ。出演：Neontetra 他。（ミニアルバムお届け計183枚）[268]
- 2月2日、尼崎scopeにてもえみソロライブ。出演：林さん、Blisey 他。（ミニアルバムお届け計185枚）[269]
- 2月6日、代官山LOOPにてライブ「TiraMiss×代官山LOOP Presents 『Heart to Heart Vol.5』」出演：TiraMiss、三田結菜。ドラムサポート：saku（初サポート）（ミニアルバムお届け計203枚）[270]
- 2月11日、下北沢ReGにてもえみソロライブ。Ska choco kick主催「ちょこパ！vol.1」（ミニアルバムお届け計236枚）[271]
- 2月15日、真昼の月夜の太陽にてもえみソロライブ「IJICHI ’s Living Door VOL.366」出演：IJICHI、まゆろん(OA)他。（ミニアルバムお届け計249枚）[272]
- 2月16日、名古屋藤が丘MUSIC FARMにてワンマン一ヶ月前決起集会ライブ！「MUSICFARM pre.KONSOME+藤が丘に集合せよ！今池GLOWワンマン1ヶ月前大決起集会をなぜかMUSICFARMにてやっちゃうの巻」出演：27HATANANA、ペンキ屋ペンギン、ozaki yuka、まゆち(THE LEAPS)×Naki(CREA)。ドラムサポート：ハマ。（ミニアルバムお届け計254枚）[273]
- 2月18日、名古屋藤が丘MUSIC FARMにてもえみソロライブ。BACK TO THE NY主催ライブ「MUSIC FARMの良さを知ってくれvol.17」（ミニアルバムお届け計264枚）[274]
- 2月19日、もえみラジオ出演「メディアスFM 」周波数:83.4MHz。番組名:Beat Around834。パーソナリティ:田中だいすけ[275]
- 2月24日、もえみとイッシーで滋賀フリーライブ「イタニャンコpresent's うたのひろばin滋賀vol.5」（アクア21 1Fセンターコート）2ステージ出演。出演：伊谷亜子、クレヨンゆーち、安西彩矢 他。（ミニアルバムお届け計316枚）[276]
- 2月25日、下北沢Lagunaにてアコースティックライブ〈Mona Lisa〉（ミニアルバムお届け計317枚）[277]
- 2月28日、渋谷GUILTYにてライブ。TIME WARP presents「最後の最後まで散らかします！これにて！ヒロサキ、GUILTYもフ◯ミマも卒業！！ありがとうございました！ 」（GUILTYブッキング広崎健悟さんラストイベント）出演：PUMPKIN JAMPACK 他。ドラムサポート：ナオヒロ（ミニアルバムお届け計318枚）[278]
- 3月3日、代官山LOOPにて主催ライブKONSOME+ presents.「ガチ魂プラザ‼︎〜雛祭りの乱〜」出演：CHECK ME、unconditional love。ドラムサポート：ハマ（ミニアルバムお届け、3月3日に計333枚）[279]
- 3月8日、赤坂CLUB TENJIKUにてライブ。コムシコムサ 1st E.P. 「ウラオモテ」レコ発！〜○度目かの正直〜」[280]出演：コムシコムサ、Mei88、ZipOut。ドラムサポート：saku[281]
- 3月16日、京橋Arcで2019年初大阪ライブ「Red spiner vol.18」（Arc星野社長バースデーイベント）ドラムサポート：ハマ（ミニアルバムお届け計362枚）[282]
- 3月17日、今池GROWにて『KONSOME+ 5thONE MAN SHOW!!!〜YES!LOVE名古屋♡〜』開催。（ミニアルバムお届け計368枚）[283]
- 3月21日、北参道GRAPESにてもえみソロライブ「IJICHI’s Living Door VOL.370」出演：IJICHI、中川紗良（O.A） 他。サポートピアノ：chika(Milkey Milton) （ミニアルバムお届け計369枚）[284]
- 3月22日、六本木morphでライブ「ハピコレ!!vol.214」出演：CASPA 他。（ミニアルバムお届け計371枚）[285]
- 3月27日、渋谷GUILTYにてライブ。「GUILTY27周年！！」出演：ウルトラ寿司ファイヤー、Quintet Queen Quest 、岸田冬志樹 他。ドラムサポート：saku （ミニアルバムお届け計376枚）[286]
- 4月6日、下北沢MOSAiCにてKONSOME+ × NeontetraツーマンLIVE （ミニアルバムお届け計415枚）[287]
- 4月12日、横浜BAYSISにてライブ。Vo.もえみはチャイナドレス着用。出演：イロハマイ 他。ドラムサポート：saku （ミニアルバムお届け計420枚）[288]
- 4月17日、恵比寿天窓.switchにてもえみソロライブ。「IJICHI’s Living Door VOL.375」出演：IJICHI、中川紗良(OA)、小野亜里沙 他。[289]ピアノサポート：伊藤くれあ[290]
- 4月22日、NeontetraのVo.セイカと合同ストリートを行う。NeontetraのBa.ヒデユキがチラシ配りをしてくれた。 （ミニアルバムお届け計492枚）[291]
- 4月24日、初台DOORSでライブ。有坂愛海主催「いちご戦争第二十三戦線」もえみとイッシー2人のステージ。（ミニアルバムお届け計497枚）[292]
- 4月27日、下北沢ReGでライブ。ストロボサイダー主催「STROBE NIGHT〜1st e.p『スパークリング』レコ発‼︎〜」ドラムサポート：saku （ミニアルバムお届け計503枚）[293]
- 4月29日、上野音横丁にてゆうぐれなレコ発ライブ。イッシーの2人の出演。（ミニアルバムお届け計512枚）[294]
- 5月4日、渋谷GUILTYにてKONSOME+（令和初）主催「vo.もえみ&gt.つっちー生誕祭〜ふたりとも誕生日当日なんです〜」出演：翔美、ZipOut、シュガーパレード、有坂愛海、Milkey Milton[295]
- 5月10日、川崎ミューザにて野外フリーライブ。（ミニアルバムお届け計533枚）[296]
- 5月11日、名古屋で栄ミナミ音楽祭に出演していたNeontetraと合同ストリート。ミニアルバムお届け10枚を目標にして達成。（ミニアルバムお届け計543枚）[297]
- 5月19日、東京ビッグサイト西ホールにてライブ「デザインフェスタvol.49」[298]アンプが使えず生音演奏のステージ。[299]2ステージ出演。ミニアルバム3枚お届け。[300]
- 5月23日、下北沢lagunaにてアコースティックライブ<HIGH ENERGY!!!>[301]
- 6月6日、恵比寿天窓switch.にてもえみソロライブ「IJICHI’s Living Door VOL.381」ピアノサポート：ゆきの(ex.KONSOME+) （ミニアルバムお届け計603枚）[302]
- 6月8日、川崎ミューザにて野外フリーライブ。（ミニアルバムお届け計608枚）[303]
- 6月18日、Quarter Noteにてもえみソロライブ「GIRL'S Collection ～Elegance Night～」出演：和泉まみ 他。（ミニアルバムお届け計636枚）[304]
- 6月20日、渋谷CHEALSEA HOTELにてライブ「禁断の遊園地 vol.22」[305]ドラムサポート：saku （ミニアルバムお届け計639枚）[306]
- 6月23日、music bar渋谷pleasureにてもえみソロライブ。SPEEDオンリーカバーイベント。14曲をカバー。（ミニアルバムお届け計653枚）[307]
- 6月30日、藤が丘MUSIC FARMにてKONSOME+presents.「名古屋でやるよ！ガチ魂プラザ‼︎vol.3」出演：シュガーパレード、コペルニクス 、ペンキ屋ペンギン。ドラムサポート：saku[308]
- 7月5日、青山RizMにてライブ。MERRY FREAKS主催 Reiri Birthday Event「赤髪☆ふぇすちゔぁる！」RED HAIRED FESTIVAL。出演：MERRY FREAKS、嵯峨野礼子 他。ドラムサポート：saku [309]
- 7月7日、名駅U-reeにてもえみソロライブ。Chihiro主催「七夕ライブ～今日は祭りだ！盛り上がらnight～」出演：Chihiro、坂田穂乃花、Mii [310]（ミニアルバムお届け計690枚）[311]
- 7月15日、渋谷eggmanにてライブ。Milkey Milton pre.「6年間ありがとう！以上ミルミルでした！せーの、どろんっ！」ドラムサポート：ナオヒロ[312]（ミニアルバムお届け計729枚）[313][314]
- 7月20日、川崎ミューザにて野外フリーライブ。20分×2ステージ。出演：色彩69☆、高遠波名（ミニアルバムお届け計739枚）[315]
- 7月21日、北参道GRAPESにてもえみソロライブ。新アコギ「コーラルさん」東京初アコースティックライブ。ピアノサポート：伊藤くれあ。[316]ライブ後に秋葉原ストリートを行った。（ミニアルバムお届け計752枚）[317]
- 7月27日、渋谷GUILTYにてライブ。Neontetra presents『音の水族館』vol.14 4th Album レコ発LIVE～ヒデユキの誕生日も祝っちゃおう～ ドラムサポート：saku [318]（ミニアルバムお届け計769枚）[319]
- 7月28日、尼崎SCOPEにてライブ「GSK FES」ドラムサポート：saku[320]
- 7月29日、初台DOORSにてもえみソロライブ。有坂愛海主催「いちご戦争 二十八戦線」（ミニアルバムお届け計779枚）[321]
- 8月12日、代々木barbaraにてもえみソロライブ。常盤ゆい所属事務所主催イベント「SUNNY BOX」（ミニアルバムお届け計919枚）[322]
- 8月16日、代官山LOOPにて主催ライブ。KONSOME+ presents.「夏だ！ライブだ！ガチ魂プラザ‼︎」出演：CANDY GO!GO!、REVERBEE、川音希。ドラムサポート：saku。（2ndミニアルバム「Keep on tryin!」1,200枚お届けチャレンジ最終1,009枚）[323]
- 8月22日、名古屋CLUB QUATTROにてアコースティックライブ「未来音感女子summer SP day.1」[324]出演：ウーパーリサ 他。[325]
- 9月1日、名古屋今池3STAR ツーマンライブ「イエハピVSコンソメ ガチンコツーマンライブ！」出演：Yes Happy! [326]
- 9月5日、新宿Motionにてライブ。シュガーパレード presents『 パレルヤ レコ発ツアー 』出演：シュガーパレード、Anna、和泉まみ。ドラムサポート：saku[327]
- 9月9日、YouTubeライブ開催。[328]
- 9月12日、渋谷DESEOにてライブ。SHIBUYA DESEO PRESENTS「Link It ~女性ボーカル限定GIG~」出演：ストロボサイダー、Sweets Rabbit、およそ3。ドラムサポート：saku。前日11日はGt.つっちー加入をブログで発表して5周年。[329]
- 9月13日、北参道GRAPESにてライブ「北参道納涼祭」イッシーと2人ライブ。[330]
- 9月21日、川崎ミューザにて野外フリーライブ（2ステージ）。出演：古今トリオ、古舞梅乃。終了後にはストリートも行った。[331]
- 9月29日、今池3STARにてライブ。今池サーキットイベント「ガールズストライク2019 ～Supported by NAGO-STEP!!! & FluoLightArch～」[332]
- 9月30日、恵比寿天窓.switchにてもえみソロライブ「IJICHI’s Living Door VOL.397」ピアノサポート：れーみ[333]
- 10月6日、下北沢WAVERにてライブ。下北沢サーキットイベント。ストロボサイダー pre.『ストロボ祭だー!!!』ドラムサポート：saku[334]
- 10月21日、藤が丘MUSIC FARMにて「ありがとう KONSOME+です 祝6周年！全曲ONE MAN SHOW!!!」【1部名古屋編】開催。ドラムサポート：saku[335]
- 10月23日、渋谷RUIDO K2 にて「ありがとう KONSOME+です 祝6周年！全曲ONE MAN SHOW!!!」【1部東京編】開催。ドラムサポート：saku[336]
- 10月27日、渋谷LUSHにて「ありがとう KONSOME+です 祝6周年！全曲ONE MAN SHOW!!!」【2部アコースティック編】開催。（OPEN 12:30 / START 13:00）カホンサポート：saku[337]
- 10月27日、渋谷LUSHにて「ありがとう KONSOME+です 祝6周年！全曲ONE MAN SHOW!!!」【3部バンドライブ編】開催。（OPEN 17:00 / START 18:00）ドラムサポート：saku[338]
- 10月29日、銀座Miiya Cafeにてもえみソロライブ。リビドア10周年！「IJICHI’s Living Door VOL.397」出演：IJICHI、伊藤さゆり / (OA) 他。ピアノサポート：伊藤くれあ[339]
- 10月30日、渋谷GUILTYにてライブ「ギルハロ2019-GUILTY Halloween Fest Day1-」出演：Neontetra 他。[340]ドラムサポート：saku[341] 学園祭ライブの仮装で出演をした。[342]
- 11月14日、渋谷RUIDO K2にて主催3マンライブ「いいイッシーの日〜石田爆誕〜」出演：シュガーパレード、Neontetra。[343]
- 12月7日、今池3STARにてもえみソロライブ「smile circle! vol.25 9周年」出演：Rearend 17、SPICE、サクラ、星屑星座盤 他。[344]
- 12月8日、栄広場にてもえみソロ野外フリーライブ「名古屋栄音楽天国〜栄天〜」[345]
- 12月9日、名古屋MUSIC FARMにてライブ。BACK TO THE NY pre.「MUSIC FARMの良さを知ってくれ！」vol.31 [346]
- 12月19日、恵比寿天窓.switchにてアコースティックバンドライブ「IJICHI’s Living Door VOL.407 "クリスマスリビドア"」ピアノサポート：ゆきの (ex.KONSOME+)、カホンサポート：saku[347]

2020年
- 1月6日、渋谷DESEOにて2019年初ライブ。DEAD ANGEL × SHIBUYA DESEO presents.「無料！？DESEOからのお年玉」- 爆弾幸気圧 2nd Anniversary -。新年1曲目は「全力ワッショイ！」出演：爆弾幸気圧、MERRY FREAKS 他。ドラムサポート：saku[348]
- 1月9日、川崎にて翔美と合同で2020年初ストリート。[349]
- 1月19日、名古屋鶴舞DAYTRIPにてライブ「石戸なつみ 全国ツアー ROCK You ROCK me tour2020」 in NAGOYA 出演：石戸なつみ、シュガーパレード、リトルリリス 他。ドラムサポート：saku[350]
- 1月20日、大阪RUIDOにてライブ「石戸なつみ 全国ツアー ROCK You ROCK me tour2020」 in OSAKA 出演：出演：石戸なつみ、シュガーパレード、リトルリリス、葉月 他。ドラムサポート：saku[351]
- 1月21日、銀座miiyacafeにてもえみソロライブ「IJICHI’s Living Door VOL.421」出演：IJICHI、(O.A.)望月遥菜、花桐はづき、柳下綾子、河村唯。ピアノサポート：伊藤くれあ。[352]
- 1月26日、渋谷GUILTYにて主催ライブ。KONSOME+presents.「ガチ魂プラザ‼︎〜明けましてレコ発やでおめでとう〜」4曲入りe.p.「笑顔にバンザイ！」レコ発。「笑顔にバンザイ！」「等身大のパレット」初披露。[353]出演：翔美、ユキノユーリ、Ska choco kick、ストロボサイダー、27<HATANANA>、No.528。ドラムサポート：saku[354]
- 2月6日、FM SalusのFUJITA MISA RADIO SHOW!!「みさラジ♪」にVo.もえみとBa.イッシー生出演。[355]
- 2月8日、新宿FATEにてライブ「その女、凶暴につき」出演：SPARK SPEAKER、danny、ストロボサイダー他。ドラムサポート：saku[356]
- 2月10日、下北沢MOSAiCにてもえみソロライブ。MID Birthday and Valentine special 「Treasure island」出演：No.528、千紗乃 他。[357]
- 2月14日、名古屋MUSIC FARMにてライブ「MUSICFARM的バレンタイン2020」出演：シュガーパレード、みいぽん&DSK3(Rearend17)、Ami(CALL OUT MY NAME) 。ドラムサポート：saku[358]
- 2月28日、東新宿 真昼の月 夜の太陽にて予定されていたもえみソロライブ「IJICHI’s Living Door VOL.417」が新型コロナウイルス感染症の影響により中止。[359]イベント当日の2月28日にはYouTubeライブを行った。[360]
- 3月3日、代官山LOOPにて予定されていた主催ライブ、KONSOME+ presents.「ガチ魂プラザ‼︎〜今年もひなまつりの乱〜」が、代官山LOOPでのイベントが新型コロナウイルス感染症の影響により、3月の公演を当面中止とすることになったため中止。[361]イベント当日の3月3日には、「ガチ魂プラザ!!〜今年もひなまつりの乱〜緊急振替配信スタジオライブ」を行った。[362]
- 3月5日、渋谷GUILTYにてライブ「GUILTY 28th Anniversary」出演：PUMPKIN JAMPACK 他。ドラムサポート：saku[363]
- 3月8日、初台DOORSにてもえみソロライブ「咲岡里奈Birthday＆10ht Anniversary」出演：咲岡里奈、絵仁、有坂愛海 他。[364]
- 3月14日、新宿 Live FREAKにてライブ。シュガーパレードpresents「全国制覇決起集会 第三弾〜出発〜」出演：シュガーパレード、石戸なつみ、PEPESALE、リトルリリス。ドラムサポート：saku[365]
- 3月19日、渋谷RUIDO K2にて予定されていたもえみソロライブ「Music Side Vol.44」が新型コロナウイルス感染症の影響により中止。[366]
- 3月28日、名古屋MUSICFARMにてもえみソロライブ「smile circle! vol.26 10周年」[367]
- 4月3日、ブログにて、女性アーティストを応援するラジオ番組、レギュラーラジオのストロボサイダー＆KONSOME+「Selfish Girl！」の放送開始を発表。4月5日より毎週日曜19:30〜19:55、FM放送局コマラジ(85.7MHz)にてKONSOME+とストロボサイダーが隔週で放送。[368]
- 4月5日、KONSOME+の3人で「Selfish Girl！」第一回放送。（再放送は水曜26:30～）[369]
- 4月7日、Vo.もえみが、ピアノサポートのゆきの (ex.KONSOME+)とスタジオで有料配信ライブを開催。音響はBa.イッシーが担った。[370]
- 4月9日のブログにおいて、緊急事態宣言を受けて、4月全ライブを中止すること発表。[371]また4月16日のブログにおいて、5月4日の「もえみ&つっちーミニワンマンバースデーパーティー！」の延期を発表。振替日程を8月9日に設定。[372]
- 4月19日のレギュラーラジオ「Selfish Girl！」の第三回！では元プリンセスプリンセスのギターリスト、VOODOOHAWAIIANSのボーカルの中山加奈子がゲスト出演。[373]
- 5月4日、Vo.もえみとGt.つっちーの誕生日当日にバースデー配信。[374]
- 5月28日のブログにおいて、6月6日のKONSOME+ × Neontetra ツーマンライブ「オーガニックマンボウ in 名古屋」（今池GROW）の延期を発表。振替日程を10月3日に設定。[375]6月6日には、スタジオより3ヶ月ぶりのバンドライブプレミア配信、ツーマンライブ「オーガニックマンボウ in ツイキャス」を行った。出演：Neontetra[376]
- 5月30日のブログにおいて、コンソメノマスク配布決定を発表。6月1日20時よりKONSOME+ネットショップに0円で販売。（送料別）数量限定。1人1つまで。[377]2時間半経たないうちにソールドアウトした。[378]
- 6月2日、Vo.もえみがNeontetraのVo.セイカと合同で初めてのインスタライブを行う。[379]
- 7月1日より、tvkテレビ神奈川で毎週水曜日 9:00〜9:30放送の「イイコト！-ハートフルナビゲーション11510-」 においてレギュラーコーナー『Selfish Girl TV』がスタート。[380]
- 7月17日、下北沢lagunaにて、アコースティック配信ワンマンライブ「KONSOME+のSpecialな夜～acoustic ONE MAN LIVE～」開催。[381]ピアノサポート：伊藤くれあ。パーカッションサポート：saku[382]
- 8月2日、下北沢MOSAiCにてライブ。4/25振替公演 ストロボサイダーpresents「STOROBE NIGHT〜レコ発記念3マン賞〜」出演：ストロボサイダー、BabooBee[383] 丸4ヶ月ぶりの有観客ライブ。グッズのツインバット発売開始。物販はビニールカーテン越し。[384]
- 8月9日、渋谷RUIDO K2にてライブ。5/4振替公演「もえみ&つっちーミニワンマンバースデーパーティー！」出演：(O.A.)シュガーパレード[385]
- 8月26日、真昼の月 夜の太陽にてもえみソロライブ。プレミア配信ライブ「IJICHI’s Living Door VOL.441」（20名限定＆有料配信LIVE）ピアノサポート：伊藤くれあ[386]
- 8月29日、Vo.もえみがYouTubeライブ開催。広告がついて、スーパーチャット機能が使えるようになって初めてのYouTubeライブ。初スパチャを受け取った。[387]
- 8月31日、ストロボサイダーVo.Kanaeバースデー企画『お酒が飲みたいお年頃』〜アコースティック配信ライブ〜。GUESTボーカル：もえみ、サポートギター：つっちー、配信サポート：イッシー。[388]
- 9月12日、新宿Live FREAKにてシュガーパレード主催ライブ「Bistro Hiro presents〜お誕生日に旬のお仲間を添えて〜」出演：シュガーパレード、A for-Real。お客さんはマスクとフェイスシールドを着用。[389]
- 10月3日、今池GROWにて6/6振替公演 KONSOME+ × Neontetra ツーマンライブ「オーガニックマンボウ in 名古屋」 ドラム・カホンサポート：saku[390][391]
- 10月11日、銀座miiyacafeにてもえみソロライブ。3/22,5/17振替公演Neontetra presents『音の水族館』vol.17「サクラ咲くアクアリウム」[392]
- 11月14日、大塚Hearts Nextにてアコースティックライブ。6/13振替公演「smile circle! vol.28」[393]
- 12月7日、渋谷DESEOにてライブ。ストロボサイダー ×SHIBUYA DESEO presents「イミテーション・ゲームvol.3」出演：ストロボサイダー 、8bitBRAIN 他。ドラムサポート：saku[394]
- 12月19日、渋谷GUILTYにてライブ。Neontetra presents「音の水族館」vo.18。出演：Neontetra、東京水族館 。ドラムサポート：saku[395]
- 12月24日、KONSOME+クリスマスパーティーYouTube配信。[396]
- 12月25日、Vo.もえみがFM狛江 85.7MHzコマラジ「KOMAE AM Friday Art Circus」に生出演。パーソナリティ：野崎淳之介さん、ゆうぐれな[397]
- 12月29日、川崎競輪場西ステージにて野外フリーライブ。（レースの合間のライブ）[398]
- 12月30日、横浜mint hallにてもえみソロライブ。「2020もありがとう！おつかれーみ！企画Live！」出演：れーみ、椎井音夢 他。YouTubeで無料配信。[399]